# Fábri Géza
Fábri Géza (Zenta, 1953. augusztus 11. –) magyar népzenész, kobzos, énekmondó, a vajdasági táncházmozgalom egyik elindítója. A Hívogató együttes egyik megalapítója, majd Vízöntő együttes (1992), Mentés Másként Trió (2005), a Vágtázó Csodaszarvas (2006) együttesek tagja.

## Életrajz

### Tanulmányok
Zentán született 1953. augusztus 11-én. Bár már a középiskolában is érdeklődött a népdal és népzene felé, felsőfokú tanulmányait a József Attila Tudományegyetemen kezdte és fejezte be matematika-fizika szakon. A Szegeden lévő felsőoktatási intézményben 1977-ben végzett középiskolai tanári oklevelet szerezve. 1972-től tagja volt a Szegedi Egyetemi Énekkarnak, amelynek akkori karnagya Szécsi József volt. Ez a tagság öt évig tartott. Ez idő alatt csatlakozott a Magyarországon kialakuló táncház mozgalomhoz.

### Munkássága
Szülővárosában helyezkedett el mint matematika-fizika szakos tanár. A tanítás mellett a népzenei feldolgozásokkal és az eredeti hangszeres-énekes népzene tolmácsolásával foglalkozott. Az egykori Hívogató Együttes tagjaként lett a táncházmozgalom egyik elindítója és egyben meghatározó személyisége, egyénisége a Vajdaságban. Ez időtől kezdve kezdi el gyűjteni a délvidéki magyar tamburamuzsikát. Az 1980-as évek közepétől pedig az eredeti kobozmuzsika irányába kezd egyre inkább fordulni az érdeklődése. Ezen érdeklődés vezeti arra, hogy feltárja a titokzatos, ázsiai eredetű hangszerről szóló ismereteket. Előbb egyénileg, régi felvételekről tanulja a kobozzenét, majd az 1990-es évektől kezd együtt zenélni  eredeti zenét játszó kobzosokkal. Ebben az időben Kanalas Évával rendszeresen szerepel táncházlemez-felvételen. Ezeken kobozszólóval és énekkísérettel hallható.

## Diszkográfia
- Mentés Másként - 2005 (stúdióalbum)
- Menyegző / balladák és kolindák Bartóknak -  2007 (szerzői kiadás)
- Élő nap -  2008 (szerzői kiadás)